# Jeruslan
Der Jeruslan (russisch Еруслан) ist ein etwa 278 km langer linker Nebenfluss der Wolga im Südosten des europäischen Russlands.

## Beschreibung
Der Jeruslan entspringt im südwestlichen Teil des Obschtschi-Syrt-Höhenzuges in der Oblast Saratow und fließt in südlicher und südwestlicher Richtung durch die südliche Oblast Saratow und die nordöstliche Oblast Wolgograd. Der Jeruslan mündet rund 50 km nordwestlich von Pallassowka in den Wolgograder Stausee.
Im Winter ist der Jeruslan von Ende November/Anfang Dezember bis Anfang April gefroren, im Sommer trocknet der Fluss zeitweise aus. Daher ist er für die Schifffahrt ungeeignet, das
teilweise leicht salzige Wasser wird jedoch für die Bewässerung genutzt.